# English Heritage
English Heritage, tên chính thức là Heritage Heritage Trust, là tổ chức từ thiện có đăng ký, đảm trách quản lý Bộ Sưu tập Di sản Quốc gia . Di sản được quản lý gồm hơn 400 tòa nhà lịch sử, di tích và địa điểm lịch sử của nước Anh trải dài trên 5.000 năm lịch sử. Trong danh mục quản lý có Stonehenge, lâu đài Dover, lâu đài Tintagel, những phần bảo tồn tốt nhất của bức tường Hadrian. English Heritage cũng quản lý lược đồ Blue Plaques London, nối kết các hình ảnh lịch sử có ảnh hưởng với các công trình cụ thể .